# Эта дама в горностае
«Эта дама в горностае» (англ. That Lady in Ermine) — кинофильм режиссёра Эрнста Любича, вышедший на экраны в 1948 году. Сюжет ленты основан на оперетте Рудольфа Шанцера и Эрнста Велиша «Дама в горностае» (нем. Die Frau im Hermelin). Хотя Любич скончался через 8 дней после начала съёмок, закончивший картину Отто Премингер из уважения к коллеге отказался указывать своё имя в титрах.
Фильм получил номинации на премию «Оскар» за лучшую оригинальную песню («This Is the Moment», музыка Фридриха Холлендера, слова Лео Робина) и на премию Гильдии сценаристов США за лучший сценарий к американскому мюзиклу.

## Сюжет
Действие происходит в XIX веке в маленьком герцогстве Бергамо. Его правительница герцогиня Анджелина выходит замуж за графа Марио, но прямо в свадебный вечер её замок атакуют и захватывают венгерские гусары. Марио бежит в расположение своих войск, а Анджелина вынуждена в одиночку противостоять суровому полковнику Теглашу. Последний поражён необычайным сходством герцогини с её предшественницей из XVI века Франческой, портрет которой он видит в замке и историю которой ему рассказывает дворецкий Луиджи. Постепенно в душе полковника зарождаются чувства к Анджелине...

## В ролях
- Бетти Грейбл — Франческа / Анджелина
- Дуглас Фэрбенкс-младший — полковник Теглаш / герцог
- Сизар Ромеро — граф Марио
- Уолтер Эйбел — майор Хорват / Бенвенуто
- Реджинальд Гардинер — Альберто
- Гарри Дэвенпорт — Луиджи
- Вирджиния Кэмпбелл — Тереза
- Уит Бисселл — Джулио
- Гарри Кординг — Орландо